# Степановское (Ярославская область)
Степано́вское — деревня в Волжском сельском округе Волжского сельского поселения Рыбинского района Ярославской области.
Деревня расположена на правом берегу реки Яковка в её нижнем течении, на удалении 700 м от правого берега Волги. Она стоит с северной стороны от автомобильной дороги Р151 Рыбинск—Тутаев (по правому берегу Волги). На левом берегу реки Яковки непосредственно напротив Степановского, в 500 м к юго-западу находится деревня Левино-Волжское, на расстояниях около 1 км: на юго-восток выше по течению деревня Котовка, на восток Ламаново, а на запад на противоположном берегу Яковки, деревня Демидовское. В направлении на юго-запад на расстоянии около 1 км крупный посёлок Ермаково, центр поселения. Деревня окружена сельскохозяйственными угодьями, незначительные перелески в окрестностях только по берегам ручьёв.
На 1 января 2007 года в деревне не числилось постоянных жителей. Почтовое отделение, расположенное в посёлке Ермаково, обслуживает в деревне 12 домов.